# یالا (ترانه اینا)
«یالا» تک‌آهنگی از هنرمند اهل رومانی اینا است که در سال ۲۰۱۵ میلادی منتشر شد.